# Клячино (Смоленская область)
Клячино — деревня в Духовщинском районе Смоленской области России. Входит в состав Бересневского сельского поселения. Население — 6 жителей (2007 год). 
Расположена в северной части области в 18 км к северо-западу от Духовщины, в 0,1 км восточнее автодороги Р136 Смоленск — Нелидово, на берегу реки Лавань. В 40 км юго-восточнее деревни расположена железнодорожная станция Присельская на линии Москва — Минск. 

## История
В годы Великой Отечественной войны деревня была оккупирована гитлеровскими войсками в июле 1941 года, освобождена в сентябре 1943 года.